# Ma'arrat al-Numan
Ma'arrat al-Numan (Arabisch: معرة النعمان) is een stad met een kleine 90.000 inwoners in het Syrische gouvernement Idlib. 

## Geschiedenis
Bij de oude Grieken was de stad bekend als Arra en bij de kruisvaarders als La Marre. De huidige naam bestaat uit een combinatie van die oorspronkelijke naam en die van de eerste moslimheerser an-Nu'man ibn Bashir, een medestrijder van Mohammed die de stad in 637 innam en er gouverneur werd. 
In de stad staat een standbeeld van de middeleeuwse dichter en filosoof Abdel Al-Ma'arri

### Beleg tijdens de Eerste Kruistocht
In 1098 slaagden de kruisvaarders erin de stad na een beleg op de moslims te veroveren. Dit ging gepaard met daden van kannibalisme.

### Syrische burgeroorlog
In oktober 2012 veroverde het Vrij Syrisch Leger de stad na enkele dagen van zware gevechten. Wadi Deif, de militaire basis aan de rand van de stad, bleef in handen van het reguliere leger. Het Syrische leger heroverde de stad op de jihadisten op 28 januari 2020.

## Bezienswaardigheden
- De Grote Moskee met een minaret uit de 12e eeuw
- De madrassa uit 1199, ontworpen door Aboe al-Farawis
- De middeleeuwse citadel met het graf van kalief Omar II
- Het mozaïekmuseum, ondergebracht in een Ottomaanse caravanserai uit 1563

## Geboren in Ma'arrat al-Numan
- Aboe l-ʿAlaa al-Maʿarri (973–1057), dichter en filosoof